# José Ayoví
José Manuel Ayoví Plata, noto semplicemente come José Ayoví (Atacames, 6 dicembre 1991), è un calciatore ecuadoriano, attaccante dello Shijiazhuang Gongfu.

## Palmarès

### Club

#### Competizioni nazionali
- Campionato ecuadoriano: 1

Barcelona SC: 2012
- Ascenso MX: 1

Cafetaleros (T): 2018 (Clausura)
- Copa Ecuador: 1

LDU Quito: 2019